# Saalfeld/Saale
Saalfeld/Saale is een plaats in de Duitse deelstaat Thüringen. Het is de Kreisstadt van de Landkreis Saalfeld-Rudolstadt. De stad telt 29.071 inwoners. Naburige steden zijn onder andere Bad Blankenburg, Gräfenthal en Königsee.

## Geschiedenis
Op 1 juni 1950 werden Obernitz en Remschütz opgenomen in gemeenten Saalfeld/Saale, op 1 januari 1963 Gorndorf en op 6 april 1994 volgde Beulwitz. Op 6 juli 2018 werden de gemeenten Saalfelder Höhe en Wittgendorf opgenomen en op 1 januari 2019 ten slotte Reichmannsdorf en Schmiedefeld.

## Monumenten
- Johanneskerk

## Verkeer en vervoer
In de plaats ligt spoorwegstation Saalfeld.

## Partnersteden
- Sokolov (Tsjechië)

## Geboren
- Erasmus Reinhold (1511-1553), astronoom
- Johann Christoph Marx (1777-1811), muzikant
- Petra Felke (1959), speerwerpster
- Britta Bilač (1968), hoogspringster
- Wolfram Grandezka (1969), acteur

Allendorf ·
Altenbeuthen ·
Bad Blankenburg ·
Bechstedt ·
Cursdorf ·
Deesbach ·
Döschnitz ·
Drognitz ·
Gräfenthal ·
Hohenwarte ·
Katzhütte ·
Kaulsdorf ·
Königsee ·
Lehesten ·
Leutenberg ·
Lichte ·
Meura ·
Piesau ·
Probstzella ·
Rohrbach ·
Rudolstadt ·
Saalfeld/Saale ·
Schwarzatal ·
Schwarzburg ·
Sitzendorf ·
Uhlstädt-Kirchhasel ·
Unterweißbach ·
Unterwellenborn